# Mediatonic
Mediatonic Limited ist ein britischer Spieleentwickler mit Sitz in London. Das Unternehmen wurde am 15. September 2005 von den beiden Studenten Dave Bailey und Paul Croft der Brunel-Universität gegründet. Das Spiel Snowman Salvage wurde noch im gleichen Jahr veröffentlicht. Mediatonic entwickelte zunächst im Auftrag Flash-Spiele, im weiteren Verlauf auch eigene Computerspiele für andere Plattformen, darunter Foul Play und Fall Guys: Ultimate Knockout. Das Unternehmen ist Teil der Tonic Games Group. Im Jahr 2021 wurde das Unternehmen von Epic gekauft, und war am 28. September 2023 durch Epic veranlasste Entlassungen stark betroffen.

## Geschichte
Mediatonic wurde am 15. September 2005 von Dave Bailey und Paul Croft gegründet, beide waren im letzten Jahr der Brunel-Universität. Sie entschieden sich während einer Konversation in der Bar der Universität das Unternehmen zu gründen. Im Auftrag von anderen Unternehmen entwickelte das Studio sogenannte Flash Games. Im Dezember 2005 wurde ihr eigenes Spiel, Snowman Salvage, auf dem Markt gebracht.
PopCap Games, Big Fish Games und PlayFirst waren unter anderem die ersten Kunden von Mediatonic. Sie konvertierten Spiele wie Bejeweled, Bookworm, Diner Dash und Poppit! in Flash Games um. Mediatonic erstellte sogar ein eigenes Spiel, Amateur Surgeon, für Adult Swim Games. Im Februar 2006 zog das Unternehmen zu einem ehemaligen Regierungsgebäude in Westminster um und stellte zehn neue Mitarbeiter ein. In dieser Zeit wurden weitere Titel wie Meowcenaries, Gigolo Assassin, Must Eat Birds, und Monsters (Probably) Stole My Princess veröffentlicht. Durch den Erfolg erreichten sie insgesamt 25 Mitarbeiter und zogen im Februar 2008 schließlich zu einem neuen Büro in der Nähe des Covent Garden.
Im Juli 2009 eröffnete Mediatonic ein weiteres Studio namens Graphite in Brighton, dieses Studio agiert als digitale Medienagentur. Mediatonic erhielt Unterstützungen von verschiedenen Unternehmer wie Kelly Sumner, Ian Livingstone und Geoff Heath im April 2010. Ein ehemaliger Exekutive Producer für Eidos Interactive, Pete Hickman, trat im Juli 2011 als Produktionsleiter bei. Aufgrund der stetig wachsenden Anzahl der Mitarbeiter zog das Unternehmen im Mai 2012 nach Soho. Im Oktober desselben Jahres eröffnete das Unternehmen ein weiteres Entwickler Studio in Brighton. Laut Bailey begann Mediatonic damit, Originalspiele und Auftragsarbeiten gleichrangig zu behandeln, und das Unternehmen wuchs infolgedessen. Im Dezember 2015 wurde The Irregular Corporation als Schwesterunternehmen gegründet.
Mediatonic zog im April 2017 in das Max Shell House. Ein viertes Studio für Mediatonic in Leamington Spa wurde im Februar 2020 angekündigt. Anfang 2020 wurde ein neues Büro oberhalb des Victoria Bahnhofs eingerichtet, jedoch wurde dieses aufgrund der COVID-19-Pandemie aufgegeben, da die Mitarbeiter von zu Hause aus gearbeitet haben. Bailey und Croft gründeten ein Mutterunternehmen namens Tonic Games Group. Mediatonic zählt mittlerweile 230 Mitarbeiter.

## Entwickelte Spiele
| Jahr | Titel                                              | Publisher                 | Plattform                                                                               |
| ---- | -------------------------------------------------- | ------------------------- | --------------------------------------------------------------------------------------- |
| 2005 | Snowman Salvage                                    | Shockwave                 | Web                                                                                     |
| 2005 | Beetle Bomp                                        | iWin                      | Web                                                                                     |
| 2006 | Air Control                                        | Lufthansa                 | Web                                                                                     |
| 2007 | Lego Pirates: Quest for Brickbeard's Bounty        | The Lego Group            | Web                                                                                     |
| 2007 | Operation Challenge                                | Pogo.com                  | Web                                                                                     |
| 2007 | Mystery Case Files: Millionheir                    | Nintendo                  | Web                                                                                     |
| 2007 | PlaySega Blackjack                                 | Sega                      | Web                                                                                     |
| 2007 | Mah Jong Amazon Adventure                          | Sega                      | Web                                                                                     |
| 2007 | Brain Assist!                                      | Sega                      | Web                                                                                     |
| 2007 | Letter Linker                                      | Sega                      | Web                                                                                     |
| 2007 | Addiction Solitaire                                | Shockwave                 | Web                                                                                     |
| 2007 | Tequila Trouble                                    | William Grant & Sons      | Web                                                                                     |
| 2007 | Mole Hunt                                          | Pogo.com                  | Web                                                                                     |
| 2007 | Homerun Hero                                       | Shockwave                 | Web                                                                                     |
| 2007 | Horizon                                            | AstraZeneca               | Web                                                                                     |
| 2007 | SiteAdvisor Challenge                              | McAfee                    | Web                                                                                     |
| 2007 | Diamond Detective                                  | Gamehouse                 | Web                                                                                     |
| 2007 | Battleships!                                       | Sega                      | Web                                                                                     |
| 2007 | Meat Match                                         | Boonty                    | Web                                                                                     |
| 2007 | Bubble Bubble                                      | Sega                      | Web                                                                                     |
| 2007 | Super Collapse!                                    | Gamehouse                 | Web                                                                                     |
| 2007 | Little Shop of Treasures                           | Gamehouse                 | Web                                                                                     |
| 2008 | Turbo Solitaire                                    | Sega                      | Web                                                                                     |
| 2008 | Text Twist                                         | Sega                      | Web                                                                                     |
| 2008 | Sudoku                                             | Sega                      | Web                                                                                     |
| 2008 | Greedy Gang                                        | Mediatonic                | Web                                                                                     |
| 2008 | Portal Peril                                       | Nickelodeon               | Web                                                                                     |
| 2008 | Penguin Panic                                      | Mediatonic                | Web                                                                                     |
| 2008 | Word Whomp Mini                                    | Pogo.com                  | Web                                                                                     |
| 2008 | Poppit! Mini Stressbuster                          | Pogo.com                  | Web                                                                                     |
| 2008 | Poppit! Stressbuster                               | Pogo.com                  | Web                                                                                     |
| 2008 | Bookworm                                           | PopCap Games              | Web                                                                                     |
| 2008 | Bejeweled 2                                        | PopCap Games              | Web                                                                                     |
| 2008 | Diner Dash                                         | PlayFirst                 | Web                                                                                     |
| 2008 | Inca Quest                                         | iWin                      | Web                                                                                     |
| 2008 | Talismania                                         | PopCap Games              | Web                                                                                     |
| 2008 | Manor Mystery                                      | Boonty                    | Web                                                                                     |
| 2008 | Gigolo Assassin                                    | Adult Swim                | Web                                                                                     |
| 2008 | Aquatic Word Burst                                 | Sega                      | Web                                                                                     |
| 2008 | Ice Shuffle                                        | Sega                      | Web                                                                                     |
| 2008 | Greek Island Solitaire                             | Sega                      | Web                                                                                     |
| 2008 | Beijing 2008, High Dive                            | Sega                      | Web                                                                                     |
| 2008 | Beijing 2008, Archery                              | Sega                      | Web                                                                                     |
| 2008 | Beijing 2008, Weightlifting                        | Sega                      | Web                                                                                     |
| 2008 | Hidden Expedition Titanic                          | Big Fish Games            | Web                                                                                     |
| 2008 | Bureaucracy Buster                                 | AstraZeneca               | Web                                                                                     |
| 2008 | Amateur Surgeon                                    | Adult Swim                | Web, iOS                                                                                |
| 2008 | Trivial Pursuit Quiz                               | Electronic Arts           | Web                                                                                     |
| 2008 | Crestor Challenge                                  | Astrazeneca               | Web                                                                                     |
| 2008 | Travelogue 360 Rome                                | Big Fish Games            | Web                                                                                     |
| 2008 | Azada                                              | Big Fish Games            | Web                                                                                     |
| 2008 | Sonic at the Olympics                              | Sega                      | Web                                                                                     |
| 2008 | Music, Melodies and Rockstars                      | Sega                      | Web                                                                                     |
| 2008 | The Quiz of Culinary Delights                      | Sega                      | Web                                                                                     |
| 2008 | Back to the 80s Quiz                               | Sega                      | Web                                                                                     |
| 2008 | Hollywood Adventure Quiz                           | Sega                      | Web                                                                                     |
| 2008 | Three Reel Slots                                   | Sega                      | Web                                                                                     |
| 2008 | Columns                                            | Sega                      | Web                                                                                     |
| 2008 | Sega Pool                                          | Sega                      | Web                                                                                     |
| 2009 | Commanders                                         | Sierra Entertainment      | Web                                                                                     |
| 2009 | Diego’s Underwater Adventures                      | Nickelodeon               | Web                                                                                     |
| 2009 | Dr. Kawashima's Brain Training 2                   | Namco Bandai Games        | Feature Phones                                                                          |
| 2009 | Dr. Kawashima's Brain Exercise, Line Up            | Namco Bandai Games        | Web                                                                                     |
| 2009 | Dr. Kawashima's Brain Exercise, Reverse Dice       | Namco Bandai Games        | Web                                                                                     |
| 2009 | Dr. Kawashima's Brain Exercise, Follow the Pencil  | Namco Bandai Games        | Web                                                                                     |
| 2009 | Dr. Kawashima's Brain Exercise, Predominant Number | Namco Bandai Games        | Web                                                                                     |
| 2009 | Hidden Expedition Titanic                          | Big Fish Games            | Web                                                                                     |
| 2009 | Hidden Expedition Titanic MSN Search Special       | Big Fish Games            | Web                                                                                     |
| 2009 | Hidden Expedition Everest MSN Search Special       | Big Fish Games            | Web                                                                                     |
| 2009 | Hidden Expedition Everest                          | Big Fish Games            | Web                                                                                     |
| 2009 | Travelogue 360 London                              | Big Fish Games            | Web                                                                                     |
| 2009 | Travelogue 360 Paris                               | Big Fish Games            | Web                                                                                     |
| 2009 | Amateur Surgeon Christmas                          | Adult Swim                | Web, iOS                                                                                |
| 2009 | Fast & Furious                                     | Sierra Entertainment      | Facebook, Myspace                                                                       |
| 2009 | SpongeBob SquarePants: Hooked on You               | Nickelodeon               | Web                                                                                     |
| 2009 | Sonic Level Creator                                | Sega                      | Web                                                                                     |
| 2009 | Steamweavers                                       | Mediatonic                | Myspace                                                                                 |
| 2009 | Toy Story: Woody’s Great Escape                    | Pixar                     | Web                                                                                     |
| 2009 | Suite Life on Deck: Smoothie Service               | Disney                    | Web                                                                                     |
| 2009 | Kid Vs. Kat: Katapult Katastrophe                  | Disney                    | Web                                                                                     |
| 2009 | Biker Blast-Off!                                   | The Gadget Show           | iOS                                                                                     |
| 2009 | Meowcenaries                                       | Adult Swim                | Web, iOS                                                                                |
| 2009 | Extreme Lawn Bowls                                 | Mediatonic                | Web                                                                                     |
| 2009 | Must.Eat.Birds                                     | Mediatonic                | iOS, Android                                                                            |
| 2010 | Amateur Surgeon 2                                  | Adult Swim                | Web, iOS, Android                                                                       |
| 2010 | Vancouver 2010, Slalom                             | Sega                      | Web                                                                                     |
| 2010 | Vancouver 2010, Ski Jump                           | Sega                      | Web                                                                                     |
| 2010 | Vancouver 2010, Speed Skating                      | Sega                      | Web                                                                                     |
| 2010 | Vancouver 2010, Snowboarding                       | Sega                      | Web                                                                                     |
| 2010 | Moshling Boshling                                  | Mind Candy                | Web                                                                                     |
| 2010 | Boom Bandits                                       | Spil Games                | Web                                                                                     |
| 2010 | Who’s That Flying!?                                | Mediatonic                | iOS, Microsoft Windows, PlayStation Portable, PlayStation 3                             |
| 2010 | Monsters (Probably) Stole My Princess              | Mediatonic                | PlayStation Portable, PlayStation 3, Xbox 360                                           |
| 2010 | MicroGP                                            | Mediatonic                | Facebook                                                                                |
| 2010 | Pirate King                                        | Mediatonic                | Facebook                                                                                |
| 2010 | Ocean Snapper                                      | Mediatonic                | Myspace, Facebook                                                                       |
| 2010 | Back to the Future: Blitz Through Time             | Telltale Games            | Facebook, Online                                                                        |
| 2011 | 1000 Tiny Claws                                    | Mediatonic                | PlayStation Portable, PlayStation 3                                                     |
| 2011 | Amateur Ninja                                      | Adult Swim                | Web                                                                                     |
| 2011 | Thundercats: Tree of the Ancients                  | Warner Bros.              | Web                                                                                     |
| 2012 | Robot Unicorn Attack: Evolution                    | Adult Swim                | Facebook                                                                                |
| 2012 | Amateur Surgeon Hospital                           | Adult Swim                | Facebook                                                                                |
| 2012 | Superbia                                           | Disney                    | Web                                                                                     |
| 2013 | Moshi Monsters: Lost Islands                       | GREE                      | iOS                                                                                     |
| 2013 | Qwirkle                                            | Square Enix               | iOS, Android, Facebook                                                                  |
| 2013 | Foul Play                                          | Devolver Digital          | Xbox Live Arcade, Steam                                                                 |
| 2013 | Amateur Surgeon 3: Tag Team Trauma                 | Adult Swim                | iOS, Android                                                                            |
| 2014 | Delivery Outlaw                                    | Adult Swim                | iOS                                                                                     |
| 2014 | Secrets and Treasure                               | Microsoft Studios         | Windows 8                                                                               |
| 2014 | Hatoful Boyfriend                                  | Devolver Digital          | Windows, OS X, Linux, PlayStation 4, PlayStation Vita                                   |
| 2014 | Heavenstrike Rivals                                | Square Enix               | Android, iOS, Microsoft Windows                                                         |
| 2016 | Bounty Stars                                       | DeNA West                 | Android, iOS                                                                            |
| 2016 | Fantastic Beasts: Cases from the Wizarding World   | WB Games                  | Android, iOS                                                                            |
| 2017 | Fable Fortune                                      | Microsoft Studios         | Microsoft Windows, Xbox One                                                             |
| 2017 | New Yahtzee with Buddies                           | Scopely                   | Android, iOS                                                                            |
| 2018 | Gears Pop!                                         | Xbox Game Studios         | Android, iOS                                                                            |
| 2020 | Murder by Numbers                                  | The Irregular Corporation | Nintendo Switch, Microsoft Windows                                                      |
| 2020 | Fall Guys: Ultimate Knockout                       | Devolver Digital          | PlayStation 4, PlayStation 5, Xbox One, Xbox Series, Nintendo Switch, Microsoft Windows |